# 恵庭市立恵庭小学校
恵庭市立恵庭小学校（えにわしりつ えにわしょうがっこう）は、北海道恵庭市福住町に所在する公立小学校。恵庭で最初の学校。
児童 589名（2023年現在）

## 沿革

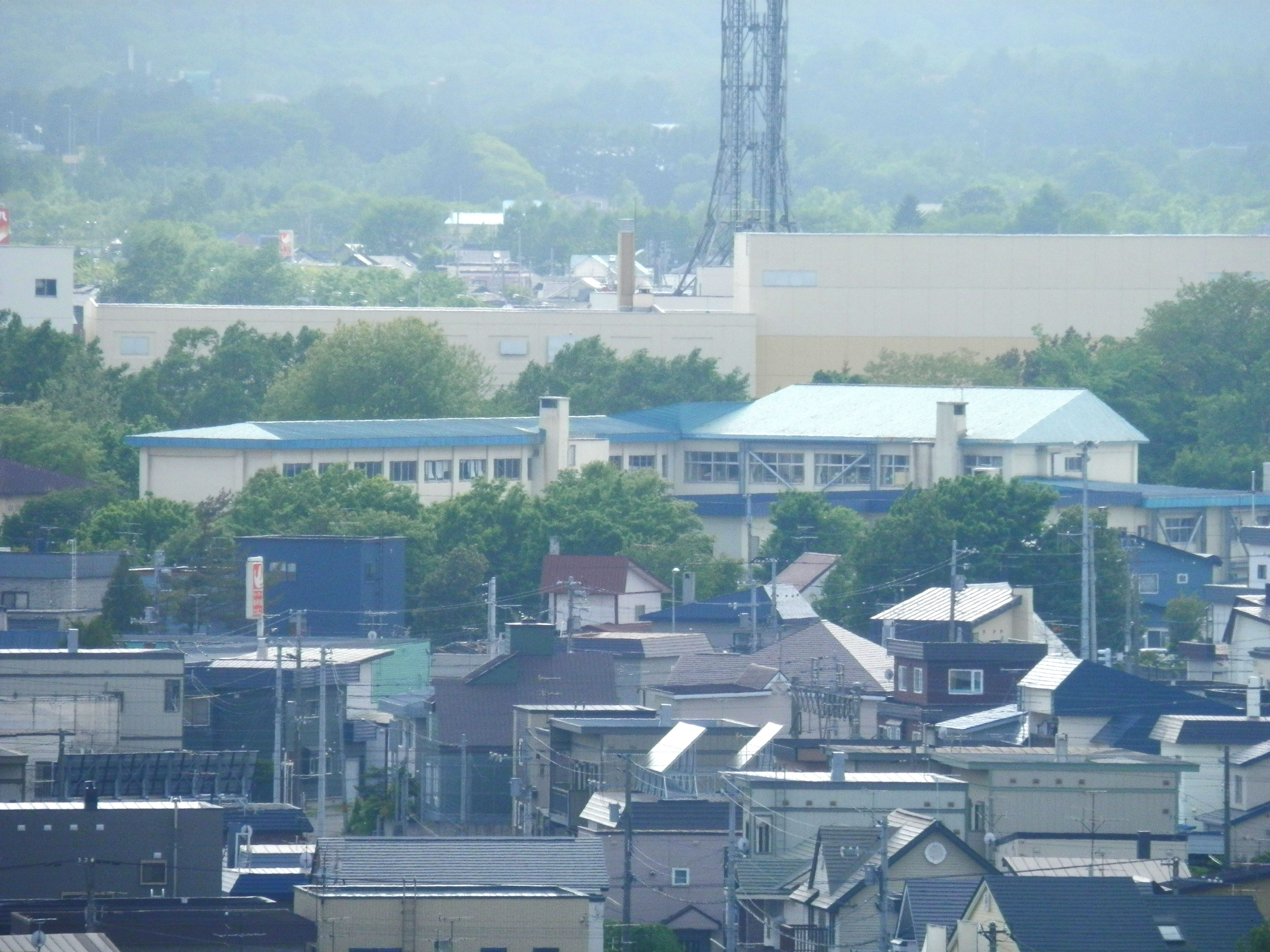
北海道文教大学から望む恵庭市立恵庭小学校（2013年）

1887年に中山久蔵が設立のために寄付をし、「私立洞門尋常小学校」を漁村にある苫小牧曹洞宗中央院説教所（大安寺の前身）境内に設立した。恵庭の発展とともに年々児童が増加していき1964年に37学級まで増加し、当時の石狩管内で1番多い大規模小学校になった。校舎を増改築を繰り返し対応していたが、児童が増え校舎が狭くなってきた。1965年に校舎を一部利用する形で柏小学校が分離開校し、同年11月に新校舎へ移転した。1971年に和光小学校が分離開校した。
年表
- 1887年（明治20年）- 苫小牧曹洞宗中央院説教所の境内に私立洞門尋常小学校を開設[3]。
- 1897年（明治30年）- 公立恵庭尋常小学校として開校、私立松園小学校を公立恵庭尋常小学校松園分校に改称[6]。
- 1898年（明治31年）- 現在地に移転[7]。
- 1899年（明治32年）- 松園分校が公立松園尋常小学校として独立開校[8]。
- 1908年（明治41年）- 公立恵庭尋常小学校盤尻分教場を設置し開校[8]。
- 1913年（大正2年）- 屋内運動場増築[3]。
- 1915年（大正4年）- 校章制定[3]。
- 1917年（大正6年）- 校舎増築[4]。
- 1921年（大正10年）- 高等科を併置し、恵庭尋常高等小学校に改称[4]、校舎増築[4]。
- 1923年（大正12年）- 校舎増築[4]。
- 1930年（昭和5年）- 盤尻分教場が盤尻尋常小学校として独立[9]。
- 1933年（昭和8年）- 校舎増改築[3]。
- 1941年（昭和16年）- 国民学校令施行により恵庭村恵庭国民学校に改称[3]。
- 1942年（昭和17年）- 校歌制定[3]（作詞 : 飯田広太郎[10]、作曲 : 工藤富次郎[10]）
- 1947年（昭和22年）- 学校教育法施行により恵庭村立恵庭小学校に改称[3]。
- 1951年（昭和26年）- 町制施行により恵庭町立恵庭小学校に改称[4]。
- 1952年（昭和27年）- 校舎増築[4]。
- 1953年（昭和28年）- 校舎増改築[4]。
- 1955年（昭和30年）- 屋内体育館増築[4]
- 1965年（昭和40年）- 第一期校舎増築工事完成。柏小学校と分離し、11月に新校舎へ移転[3]。
- 1966年（昭和41年）- 第二期校舎増築工事完成[3]。
- 1967年（昭和42年）- 第三期校舎増築工事完成[3]。
- 1968年（昭和43年）- 町営プール新設[3]。
- 1970年（昭和45年）- 市制施行により恵庭市立恵庭小学校に改称[3]。
- 1971年（昭和46年）- 和光小学校と分離[3]。
- 1986年（昭和61年）- 開校100周年記念式典挙行[3]。

## 教育目標
いきいき のびのび かがやく 恵小っ子
- おもいやりのある子ども（情）
- がんばりぬく子ども（意）
- すすんでまなぶ子ども（知）
- たくましい子ども（体）

## 学校行事
学校行事は以下の通り。
- 4月 - 前期始業式、入学式
- 5月 - 遠足
- 6月 - 運動会、国際交流（2年）、修学旅行（6年）
- 7月 - 宿泊学習（5年）、夏季休業
- 8月 - 国際交流（1年）
- 9月 - 郊外学習（4年）、国際交流（2年）、恵小祭り
- 10月 - 郊外学習（2年・3年）、前期終業式、秋季休業、後期始業式
- 11月 - 学芸発表会
- 12月 - 冬季休業
- 1月 -
- 2月 - 6年生を送る会
- 3月 - 卒業式、修了式、学年末休業

## 通学区域
恵庭小学校の通学区域は以下の通り。
- 白樺町
- 黄金北
- 黄金中央
- 緑町
- 末広町
- 栄恵町
- 泉町
- 桜町
- 京町
- 新町
- 漁町
- 福住町
- 本町
- 住吉町1-2丁目（1-4番）
- 相生町1-2丁目
- 上山口（467-487番地）

## 進学先中学校
通学区域によって二校に別れる。
- 恵庭市立恵庭中学校
- 恵庭市立恵明中学校

## 交通アクセス
鉄道
- JR千歳線恵庭駅西口より徒歩12分[15]

バス
- えにわコミュニティバス（ecoバス）循環A・Bコース「市役所・市民会館」停留所下車、徒歩2分[16]